# Jake Bensted
Jake Bensted (ur. 4 marca 1994) – australijski judoka. Olimpijczyk z Rio de Janeiro 2016, gdzie zajął dziewiąte miejsce w wadze lekkiej.
Uczestnik mistrzostw świata w 2014 i 2015. Startował w Pucharze Świata w latach 2012-2018 i 2022. Brązowy medalista igrzysk Wspólnoty Narodów w 2014. Zdobył pięć medali mistrzostw Oceanii w latach 2014 - 2017. Mistrz Australii w 2012, 2014, 2015 i 2016 roku.

## Letnie Igrzyska Olimpijskie 2016
| Konkurencja | Eliminacje                  | Eliminacje            | Klas. końcowa |
| Konkurencja | Przeciwnik I                | Przeciwnik II         | Miejsce       |
| ----------- | --------------------------- | --------------------- | ------------- |
| 73 kg       | Andrew Thomas Mlugu (TAN) Z | Rüstəm Orucov (AZE) P | 9.            |